# Yevhen Houtsalo
Yevhen Pylypovytch Houtsalo (en ukrainien : Євген Пилипович Гуцало, né le 14 janvier 1937 à Stary Jyvotiv dans l'oblast de Vinnytsia - mort le 4 juillet 1995 à Kiev) est un écrivain et journaliste ukrainien.

## Biographie
Yevhen Houtsalo naît en 1937 à Stary Jyvotiv dans l'oblast de Vinnytsia. Il sort diplômé de l'Institut pédagogique de Nijyn en 1959, et est publié pour la première fois dès 1960.
Dans les années 1960, Houtsalo est considéré comme un chestidessiatnik, c'est-à-dire un écrivain opposé à l'idéologie et aux méthodes staliniennes. Il choisira cependant par la suite de se ranger derrière le régime, plutôt que de continuer à s'y opposer.
Il a publié plus de 25 recueils de nouvelles et d'histoires courtes (dont plusieurs pour enfants), ainsi qu'une trilogie de nouvelles et trois recueils de poésie. Ses œuvres sont réputées pour leur souci du détail, les descriptions lyriques de la nature, les portraits psychologiques, ainsi l'utilisation répétée d'expressions campagnardes.
En 1985, Yevhen Houtsalo a reçu le prix national Taras Chevtchenko, plus haute distinction en Ukraine pour les artistes et écrivains.

## Source
- (en) Cet article est partiellement ou en totalité issu de l’article de Wikipédia en anglais intitulé « Yevhen Hutsalo » (voir la liste des auteurs).